# UaReview
UaReview — сатиричне онлайн-видання, що публікує вигадані (фейкові) новини. За відгуками медіаекспертів, є одним з найцікавіших стартапів 2012 року.

## Концепція
Статті «UaReview», пародіюючи новинну подачу матеріалів, викладають свій сатиричний погляд як на поточні події, так і на побутові проблеми. Інколи гумористична складова текстів полягає у поданні буденних подій у вигляді важливих сенсаційних новин.

## Публікації в ЗМІ
Періодично матеріали UaReview публікуються під виглядом справжніх новин в ЗМІ. Серед найпоширеніших у ЗМІ новин, що вперше з'явились на UaReview, є такі як «Дмитро Табачник відмінить літеру „Ї“», «В Україні заборонять місіонерську позицію», «В Україні легалізують марихуану на час проведення Євро 2012», «Хлопці з івано-франківського гурту хотіли прославитись як Pussy Riot, а отримали на горіхи від священика», «Працівницю їдальні Верховної ради звільнили за те, що вона плювала в суп», «Андрія Шевченка призначено головою Пенсійного фонду України», «Василь Вірастюк випадково розігнав мітинг геїв у Львові».

## Реакції та спростування
Неодноразово сатиричні матеріали UaReview, які ЗМІ публікували на власних ресурсах як справжні новини, набирали неабиякого резонансу, змушуючи тим самим причетні органи чи особи спростовувати відповідну інформацію.
У лютому 2012 року ряд видань опублікували новину про те, що Міністр освіти та науки України Дмитро Табачник, що значною частиною населення сприймається як українофоб, прибере літеру «Ї» з українського алфавіту. Згодом пресслужба МОН спростувала цю інформацію, а сам Табачник запевнив: «Літері „Ї“, „Ґ“, українській мові загалом, а, також, мовам фарсі та суахілі з боку Міністра освіти нічого не загрожує».
У березні 2012 року в інтернеті з'явилась інформація про те, що мера Тернополя Сергія Надала пограбували в маршрутці. Згодом на традиційній зустрічі міського голови з журналістами він спростував новину: «Коли прочитав інформацію про маршрутку, перш за все подивився на календар. Люди живуть в іншому часі на певне. До першого квітня ж два тижні. Навіщо таке писати. Я розумію гумор — візитка Тягнибока, скидка в перукарню. Але яка логіка була про образок матінки Божої писати. Є речі над якими не варто сміятися?» Крім того Сергій Надал порадив людям, які таке пишуть, ходити в церкву і зізнався, що не пригадує, коли останній раз їздив в громадському транспорті Тернополя.
26 квітня на сайті UaReview було опубліковано замітку про те, що в Україні легалізують марихуану на час проведення Євро 2012. Згодом, на прохання пресслужби Місцевого організаційного комітету «Євро-2012 Україна», публікація була знята з сайту, але вже встигла розповсюдитись по інтернет-ЗМІ. Згодом Київське управління МВС спростувало цю інформацію, а також попередила, що порушників антинаркотичного законодавства України під час Євро-2012 затримуватимуть.
У липні ряд видань опублікували «новину» UaReview про те, що у Львові російську мову заборонять вживати з 8 до 22 години. Цю інформацію двічі спростовувала пресслужба Львівської Міської Ради. Другий раз пресслужба наполягала: «Не зважаючи на попередження пресслужби Львівської міської ради, чимало видань все ж передрукували неправдиву інформацію […] Передрук матеріалу „У Львові мають намір заборонити вживання російської мови з 8 до 22 год“ з'явився на таких інформаційних агенціях: Сегодня.ua, АТН, Lenta-UA, SiteUA, Ирта-Fax, Під прицілом, FaceNews.UA, Фраза, КИД, Lenta.ru, Mobus.com, Обозреватель, Известия.»
У вересні 2012 року на сайті з'явилась замітка «У Львові мова програмування Java може отримати статус регіональної». Згодом один із інтернет-активістів через сервіс change.org подав проект петиції до Міськради Львова з вимогою надати мові Java статус регіональної. Під петицією підписалось 1,3 тис. із 1,5 встановлених як ціль
У жовтні 2012 ряд ЗМІ перепублікували матеріал про те, що Сергій Безруков нібито зіграє роль Богдана Ступки в біографічному фільмі про українського актора. Опублікована новина набрала такого резонансу, що Сергій Безруков на власному сайті був змушений спростувати інформацію. У цьому ж коментарі Безруков спростував відому псевдо-епіграму, нібито сказану Валентином Гафтом: «Умереть не страшно. Страшно, что после смерти могут снять фильм и тебя сыграет Безруков!». За словами Безрукова, Валентин Гафт сам зізнався йому, що нічого подібного не створював.
28 листопада на сайті сатиричного видання UaReview з'явився матеріал «Працівницю їдальні Верховної ради звільнили за те, що вона плювала в суп», який вже наступного дня розлетівся по ЗМІ під виглядом правдивої новини. 30 листопада новину про Юлію Борщенко спростувала пресслужба Верховної Ради України: «Повідомляємо, що у їдальнях Верховної Ради ніколи не працювала офіціантка на ім'я Юлія Борщенко та протягом шостого скликання не звільняли працівників харчового блоку за вказаною статтею. Принагідно наголошуємо, що навіть найперебірливіші у гастрономічних уподобаннях народні депутати ніколи не зверталися зі скаргами на якість страв у Верховній Раді».
У квітні 2013 року новину на основі публікації UaReview «Туалети у поїздах Укрзалізниці стануть платними» не лише опублікували ряд ЗМІ, але і відповідний сюжет вийшов на російському телеканалі РЕН ТВ. «Укрзалізниця» спростувала цю чутку. Натомість, народний депутат Олександр Бригинець звернувся до Державної інспекції України з питань захисту справ споживачів і Генпрокуратури з проханням перевірити законність дій «Укрзалізниці» щодо спроби запровадження плати за користування туалетом в поїздах.
2 вересня 2013 року сайт Watcher з посиланням на експерта з телекомунікацій Юрія Новоставського повідомив, що відомий український сайт фейкових новин UaReview став недоступним для користувачів у Росії. Повідомлялось, що UaReview недоступний точно в мережах «Ростелеком» та МТС на території Росії і про те, що ймовірно сайт внесено до Єдиного реєстру заборонених сайтів РФ.
7 січня 2014 року депутат Олег Ляшко спростував інформацію, поширену в ЗМІ на основі статті UaReview «Інна Богословська увійшла до фракції Радикальної партії Ляшка». «Хоч у політиці і є відоме правило „ніколи не кажи ніколи“, але швидше на Марсі яблуні зацвітуть, ніж Інна Б. буде в моїй команді», — написав Ляшко у своєму Facebook-у.

## Критика
Хоча ряд медіаекспертів вважають UaReview корисним, існують також люди, які вважають, що фейкові новини засмічують інформаційний простір. Зокрема, журналіст Мустафа Найєм під час лекції у Львівському національному університеті імені Івана Франка сказав, що «онлайн-журналісти не завжди мають час на перевірку інформації, а швидкість та оперативність зараз часто важливіші за якість».